# 朱彤晖
朱彤晖（1964年7月—），女，汉族，河南平舆人，中华人民共和国政治人物。现任民进河南省委副主委，河南省政协常委。第十四届全国政协委员。